# Sharon e mia suocera
Sharon e mia suocera è un libro della scrittrice palestinese Suad Amiry, docente dell'università di Bir Zeit. È stato scritto sulla base dei diari tenuti dall'autrice nel 2001 e 2002, durante l'occupazione di Ramallah, capitale dell'autorità palestinese, da parte dell'esercito israeliano.

## Trama
Il sottotitolo del libro è Diario di guerra da Ramallah, Palestina. L'occupazione dei Territori palestinesi da parte di Tsahal, l'esercito israeliano, sconvolge la vita dei civili. Costretta a rimanere chiusa in casa durante i lunghi giorni di coprifuoco, l'architetto Suad Amiry decide di tenere un diario personale che intendeva essere una forma di terapia
Amiry vive con il marito nel quartiere di al-Irsal. Uno degli episodi più significativi del diario sono le peripezie vissute per raggiungere la casa dell'anziana suocera ottantenne Marie Jabaji Umm Salim e portarla via con sé. La donna vive a pochissima distanza in linea d'aria dalla Muqata'a, la residenza di Arafat principale obiettivo dell'occupazione, uno dei punti più presidiati dai militari. Gli occupanti si dimostrano inflessibili, violando anche i diritti più elementari della popolazione. Durante le poche ore di sospensione del coprifuoco i cittadini cercano di ripristinare le scorte alimentari, ma l'autrice deve anche tentare di raggiungere la suocera, che si lamenta incessantemente.

## Critica
L'irrisolta questione palestinese viene trattata in questo libro con un fondo di humour amaro. Il calvario della popolazione civile si riflette nel calvario privato di Suad Amiry, stretta tra incudine e martello: tra il capo di governo israeliano Ariel  Sharon e la suocera insofferente. 

## Edizioni
- Suad Amiry, Sharon e mia suocera, Feltrinelli, 2003, ISBN 9788807883057.